# Francisco Giral
Francisco Giral González (Salamanca, 6 de julio de 1911-Ciudad de México, 31 de enero de 2002), fue un químico farmacéutico y docente español exiliado en México como resultado de la guerra civil española en 1939. Hijo de José Giral Pereira, quien fuera presidente del Consejo de Ministros de la República Española en el exilio, también químico farmacéutico y también exiliado en México.
Fue profesor en la Facultad de Química de la Universidad Nacional Autónoma de México desde su llegada al país y hasta su muerte en la Ciudad de México en 2002. Fue reconocido como uno de los grandes científicos mexicanos del siglo XX. 

## Biografía
Estudió química y farmacia en la Universidad de Madrid donde obtuvo el doctorado que fue punto de partida para su vida profesional. Después cursó un posgrado en química en la Universidad de Heidelberg en la que trabajó en varias investigaciones cerca de quien sería Premio Nobel de Química en 1938, Richard Kuhn.
En 1936, de regreso en España, ganó por oposición la cátedra de química orgánica en la Universidad de Santiago de Compostela, en Galicia, plaza que le es pronto retirada por razones políticas.
Llegó a México en 1939 e inmediatamente se concentró en las tareas académicas. Las aulas de La Casa de España en México (hoy El Colegio de México), la Universidad Nacional Autónoma de México (UNAM), el Instituto Politécnico Nacional (IPN), el Instituto de Enfermedades Tropicales fueron testigos de sus cátedras. También laboró en la empresa paraestatal Petróleos Mexicanos. Fue asimismo asesor de la UNESCO, organización de la ONU para la educación, la ciencia y la cultura.
En la Escuela Nacional de Ciencias Biológicas del (IPN) fue profesor de química orgánica (1941-1945), profesor huésped en la Universidad de La Habana (1946) y en la Universidad de Puerto Rico (1946), en las que impartió varios cursos. Desde su fundación, fue miembro del Consejo de redacción de la revista Ciencia.
Hizo aportaciones singulares en el campo de la síntesis química de los esteroides, habiendo descubierto algunas moléculas derivadas de productos vegetales regionales. Una de sus alumnas y colaboradoras, la doctora María del Carmen Rivera Muñoz, especialista en espectrometría, descubrió moléculas de compuestos orgánicos desconocidos, bautizando a una de ellas bajo el nombre de Giralgenina, en honor a Francisco Giral. Dicha molécula es un derivado esteroidal de origen fitoquímico, importante para la fabricación de ciertas substancias anabólicas. El doctor Giral también descubrió otra molécula de origen fitoquímico que se denominó Cardenagenina, esto en honor del general Lázaro Cárdenas del Río, quien fue presidente de México y facilitó el exilio en su país de un gran contingente de españoles que salieron de su tierra natal en razón de la guerra civil.
Tras la muerte del dictador Francisco Franco, volvió a España y perteneció al partido político Acción Republicana Democrática Española (ARDE), del que fue presidente.
Desempeñó durante un breve tiempo la enseñanza desde la cátedra del departamento de química orgánica en la Facultad de Farmacia de la Universidad de Salamanca, que, en febrero de 1936 había ganado por oposición en la Universidad de Santiago de Compostela, y de la que fue destituido por razones políticas (debido a su clara filiación republicana) en noviembre de ese mismo año por la Junta de Burgos.

## Obra
Dirigió cerca de 300 tesis de posgrado y publicó incontables artículos en revistas especializadas. Tradujo además al español doce obras de química, algunas de las cuales hasta la fecha son utilizadas como libros de texto universitarios.
Fue autor de Ciencia española en el exilio (1939-1989). El exilio de los científicos españoles (1994).

## Reconocimiento
Recibió en vida los siguientes reconocimientos:
- Doctor honoris causa (1988), por la UNAM
- Doctor honoris causa (1988), por la Universidad de La Habana, Cuba
- Doctor honoris causa, por la Universidad de Lima, Perú
- Doctor honoris causa, por la Universidad de Caracas, Venezuela
- Doctor honoris causa, por la Universidad de São Paulo, Brasil

También recibió el premio en ciencias farmacéuticas Leopoldo Río de la Loza; el Andrés Manuel del Río, de la Sociedad Química de México; el Martín de la Cruz, del Consejo General de Salud de México; el de la Sociedad Química del Perú, entre otros.
De sus cuatro hijos, tres: Adela, Carmen y José Giral Barnés heredaron su vocación por la química farmacéutica y se han desempeñado también en el ámbito académico mexicano; la mayor, Ángela, se especializó en biblioteconomía, particularmente de arquitectura, siendo bibliotecaria de arquitectura de las universidades de: Princeton, Harvard y Columbia, en los Estados Unidos de América.